# 箱舟はいっぱい
「箱舟はいっぱい」（はこぶねはいっぱい）は、藤子・F・不二雄（発表時は藤子不二雄名義）の読み切り漫画作品。1974年（昭和49年）『S-Fマガジン』10月増刊号に掲載された。ゴールデンコミックス『異色短編集』第4巻、愛蔵版『SF全短篇』第1巻や、『藤子・F・不二雄 SF短編PERFECT版』第2巻などのSF短編集に収録。2023年6月4日、NHK BSプレミアム、BS4Kで放映された『藤子・F・不二雄 SF短編ドラマ』の一編としてテレビドラマ化された。

## あらすじ
サラリーマンの大山はある日、隣人の細川から「急に金が必要になったので、500万円で自分の家を買わないか」と相談される。ついに借家暮らしも終わりだ、と浮かれる彼だったが、その晩「ノア機構」を名乗る謎の男が大山家を訪問し「計画は順調」と説明をし始める。だが男は、尋ねるべき家は隣だったと気付き逃げるように去っていった。それを訝しむ大山。
翌朝、大山は改めて家売却の件を細川に尋ねるが、彼の様子はどこかおかしい。さらに大山の息子が細川の子供とケンカし「みんなが死んじゃうけど、お隣の人達だけがロケットに乗れるんだ」と泣いて帰ってくる。その理由を聞いて笑う大山の妻。今から3年前、カレー彗星が地球に接近し衝突すると騒がれたが、世界天文学会議は公式にそれを否定した……という騒動があったのだ。同じ頃、大山の同僚達も雑談中にその話を持ち出すが、そのうちの一人が「実は否定声明の方が嘘で、権力者達は密かに人類救済策を計画している」と言い出した。彗星の件が本当なら今月末には地球の最後が来る。同僚は一笑に付すが、大山だけはどこか引っかかるものを感じた。
その夜、大山がTVを観ていると、司会者が突然「実は今、世界中で宇宙ロケットを作っているが、これにはほんの一握りの人達しか乗れません」と語り始め、ついには「地球は彗星とぶつかる！これは本当だ！こんな不条理なことがあるか！」と騒ぎ出したため放送は中断される。唖然とする大山だったが、やがて今までの疑問が全て繋がったと気付き、細川の家に押しかけ暴力沙汰を起こしてしまう。
かくして世間は大混乱となり、各地で暴動が発生。これに対し政府は、社会騒乱を狙った悪質なデマであり「彗星の衝突は無い」と断言、真相解明に全力を尽くすと共に、国民に対し冷静な行動を取るよう呼びかける。俺は家族すら救えない、と自らの無力さを嘆く大山。
後日「ノア機構」の一味は全員検挙された。3年前の彗星騒ぎを利用した大規模な詐欺事件であり、この一件で国民性がまざまざと見せつけられた、と報道され大山一家は胸をなでおろす。大山は細川に謝罪し、一方の細川も実はずっと後ろめたかったと打ち明け二人は和解した。全ては丸く収まった、かに見えた。

## 登場人物
大山
本作の主人公。長いあいだ借家住まいであったが、隣人の細川から500万円で土地付きの家を買わないかと提案される。大山は、ようやく夢のマイホームが手に入るとあって歓喜するが、ノア機構を名乗る男が間違って訪問してきてからは、何かが引っかかり始める。
大山の息子
友人のやっちゃん（細川の息子）からロケットに関する秘密を聞かされ、泣いて帰ってくる。
大山の妻
細川の家を売るという申し出に不審を抱く。
細川
大山の隣人で、大山に土地付きの家を500万円で買わないかと提案する。実は地球脱出の費用500万円を捻出するためであり、真実を知らずに喜ぶ大山と会うたびに後ろめたい気持ちになっていた。
ノア機構の連絡員
脱出ロケットに乗せると騙り、1世帯から100万円～7000万円をだまし取っていた詐欺集団。しかし、そもそもジャンボロケットを隠す場所などなく、どこの惑星に移住するのかという疑問にすら答えていない幼稚な詐欺だった。
テレビ番組の司会
歌番組の生放送中、ノア機構の存在を国民に暴露し、スタッフに取り押さえられる。
ネッシンジャー大統領補佐官
モデルはヘンリー・キッシンジャー。天文学会議に嘘の声明を出してもらうように各国を飛び回っていたと、一部で噂された。
内閣総理大臣
ノア機構と政府が一切関係ないことを伝え、彗星の衝突を否定する。しかし裏ではある計画を進めていた。
大山の同僚
他の同僚が、彗星衝突の公式否定こそが嘘で、実際は舞台裏で人類救済策を準備していたのではないかという主張に対し、「マンガじゃあるまいし」と笑い飛ばしていた。

## テレビドラマ
藤子・F・不二雄 SF短編ドラマの1作としてテレビドラマ化され、2023年6月4日に放送された。
出演
- 大山 - 永山絢斗
- 細川 - 袴田吉彦
- 大山の妻 - さとうほなみ
- 連絡員 - 古田新太